# Тёрнер, Аарон
Аарон Тёрнер — музыкант, вокалист, художник, и основатель лейбла Hydra Head Records. Он известен благодаря своей роли гитариста и вокалиста в пост-метал группе Isis, кроме этого, он принимает участие в некоторых других проектах таких как Old Man Gloom и Lotus Eaters.

## Биография
Раннее детство Аарона прошло в Нью-Мексико, затем Тернер переехал в Бостон где поступил в школу и собрал Isis и Hydra Head. В июне 2003, Тернер переехал в Лос-Анджелес вместе с группой и лейблом.
Помимо проектов Аарона и его лейбла, он является одним из основателей Vacation Vinyl, независимого музыкального магазина в районе Лос-Анджелеса. Вдохновленный магазином комиксов с названием Секретный Штаб, Тернер отправился в «Отпуск» — названый в честь фильма Каникулы — с Марком Томпсоном, Дэвидом Ритчи и с Девидом Пиффером в конце февраля 2009.
Вместе со своей женой (Фейт Колоучия), Тернер основал ещё один лейбл с названием SIGE, в марте 2011. Главной целью было распространение материала группы Mamiffer.

## Личная Жизнь
Аарон Тернер родился в Спрингфилде, в США, в 1977. Когда Аарон был маленьким, его семья переехала в Нью-Мексико. Его мать была учителем, придерживающимся прогрессивного вида образования. Его отец был писателем, в основном не художественных направлений. Тернер характеризует своё взросление под влиянием родителей и друзей семьи, которые были писателями, художниками и фотографами, как «креативное воспитание». В возрасте 12-ти лет он начал курить марихуану, так как «в Нью Мексико этим занимались почти все дети». В возрасте 17-ти лет он основал компанию, которая продавала старые и редкие панк-рок пластинки через почтовую службу. Позже он переехал в Бостон, чтобы поступить в Бостонскую школу изобразительных искусств, и в 1995 начал писать музыку. с 1997, Hydra Head начали считать маленьким, но уважаемым лейблом. Своё трудолюбие Тернер объясняет бегством от скуки:
Я вырос в Нью-Мексико, и я не могу сказать, что это самое культурное место на земле. Когда я начал интересоваться движением straight edge и перестал упарывать наркотики, я понял, что мне там больше нечего делать. Это стало основой моей продуктивности. Ещё я никогда не нуждался в большом количестве общения, поэтому времени у меня было предостаточно. Музыка всегда являлась очень большой частью моей жизни. Я думаю, что все это сделало меня тем, кто я есть.
В середине 2009, Аарон переехал из Лос-Анджелеса, где в то время находились Isis и Hydra Head Records, в Сиэтл вместе с его будущей девушкой, Фейт Колоучией; их свадьба состоялась в сентябре того же года.